# Urządzenie czułe na wyładowania elektrostatyczne

Symbol ESD

Wyładowanie elektrostatyczne (ang. ElectroStatic Discharge). Symbolem ESD oznacza się wszelkie urządzenia (głównie elektryczne), które mogą być uszkodzone przez ładunki elektrostatyczne powstałe w urządzeniach, ludziach, narzędziach i innych izolatorach lub półprzewodnikach.
Ładunki elektrostatyczne powstają podczas oddziaływania na siebie dwóch powierzchni (np. but człowieka z podłogą). Człowiek również ładuje się ładunkiem elektrostatycznym podczas chodzenia, pracy, czy jazdy samochodem.
Stan naelektryzowania powierzchni/przedmiotu określa się potencjałem elektrycznym, którego jednostką jest wolt.
W zależności od materiału z jakiego jest wykonana powierzchnia, napięcia te mogą się od siebie różnić, i tak orientacyjnie:
- chodzenie po dywanie 1500 – 35000 V
- chodzenie po podłodze winylowej 250 – 12000 V
- praca przy stole 700 – 6000 V
- odwijanie taśmy samoprzylepnej 9000 – 15000 V.

Szczególnie czułe na wyładowania elektrostatyczne są:
- układy CMOS
- układy Transistor-Transistor Logic
- układy scalone
- diody laserowe.

Często skrótem ESD określa się ochronę układów przed wyładowaniami elektrostatycznymi.
Podczas transportu układów ESD używa się piany, lub specjalnych worków. Podczas montażu stosuje się uziemione maty, lub uziemione narzędzia by nie uszkodzić elementów.
Materiały ochronne ESD dzieli się na:
- Przewodzące: Materiały posiadające opór pomiędzy 1 kΩ a 1 MΩ,
- Rozpraszające: Materiały posiadające opór pomiędzy 1 MΩ a 1 TΩ.

Aby chronić układy elektroniczne (głównie obwody drukowane) przed wyładowaniem elektrostatycznym, pracownicy muszą być „uziemieni”, czyli za pomocą specjalnych opasek na nogi (pięty) lub nadgarstki połączeni z uziemieniem.
Strefa chroniona przed ESD oznaczana jest skrótem EPA.
Sposoby i warunki ESD określają normy EN 61340-5-1:2009 i EN 61340-5-2:2002.